# Broelkaai
De Broelkaai is een straat in de historische centrum van de Belgische stad Kortrijk en bevindt zich tussen de Leiebrug en de Broelbrug. De Broelkaai vormt een historische kaai op de linkeroever van de Leie. De kade aan de overzijde op de rechteroever is veel recenter en wordt de Verzetskaai genoemd. Beide kaaien worden gedomineerd door de middeleeuwse Broeltorens. De Broelkaai loopt van de Reepkaai tot de Damkaai en bevindt zich op het Buda-eiland. Ze herbergt tal van beschermde historische patriciërshuizen waaronder ook het Broelmuseum (het museum voor Schone Kunsten, Oudheidkunde en Sierkunst).
In de Middeleeuwen werd de Leie als belangrijke verkeersas gebruikt voor het transport van goederen doorheen het graafschap Vlaanderen. De kaaien in de binnenstad werden hierbij een belangrijke laad- en loszone. Gaandeweg groeiden de handelsactiviteiten langs deze kades en werd dit de haven van de stad. Dit bleef zo tot in de 20ste eeuw, toen de economische bedrijvigheid zich verder buiten de stad ging vestigen.
Heden vormen de huizen langsheen de Broelkaai een mooi bewaard geheel van 19e-eeuwse patriciërswoningen. In 2003 werden deze, samen met de woningen in de aanpalende Kapucijnenstraat officieel beschermd als monument.

## Geschiedenis
Vanaf de 11de eeuw groeiden de handelsactiviteiten langs de oevers van de Leie. De kaaien in het centrum van de stad werden gebruikt als haven van de middeleeuwse stad.
De Broelkaai zelf was lange tijd een bleekweide. Reeds voor 1288 wordt de naam "quoaddam pratum in Brulio" vermeld. In 1299 was le Bruille een weide op de oostelijke helft van het Buda-eiland. Dit woord is van Keltische oorsprong Broglio, wat omheining betekent en vandaar het omheinde zelf. In het Germaans overgenomen krijgt het de betekenis van een laaggelegen, moerassige weide. In 1808 wordt de Broelkaai ook nog Quai des Tours genoemd.
De huidige kaaimuren werden in 1850 aangelegd. In 1851 werd de straat geplaveid. In het midden stond van 1883 tot 1913 het beeld van Sint-Jan Nepomucenus, de patroonheilige van de drenkelingen. Op die strook lag in de 2de helft van de 20e eeuw een smalle strook groen.
De stemmige patriciërshuizen, de Broeltorens en de Leie vormen nu een mooi historisch geheel. Aan de oostkant van de Broelkaai ligt de Broelbrug of Hoge Brug die drie bogen telt. De brug werd in 1872 gerestaureerd door architect L. Degeyne. Ze werd echter tijdens de beide wereldoorlogen in oktober 1918 en op 23 mei 1940 (tijdens de Leieslag) vernield en telkens heropgebouwd. Het beeld van Sint-Jan Nepomucenus dat vroeger op de Broelkaai stond, bevindt zich nu op deze brug. De Broeltorens, de Speitoren en Ingelburgtoren, zijn, met uitzondering van de brug, sinds 9 maart 1983 beschermd als monument. Tegen de Ingelburgtoren werd in de 18de eeuw een rij lage huisjes gebouwd die de oostzijde vormen van de Burgemeester Tayaertstraat. Op een mote aan de noordkant van de Broeltorens werd in 1401-1402 de Broelmolen opgericht. Hij werd in de tweede helft van de 18de eeuw gesloopt.

## Architectuur

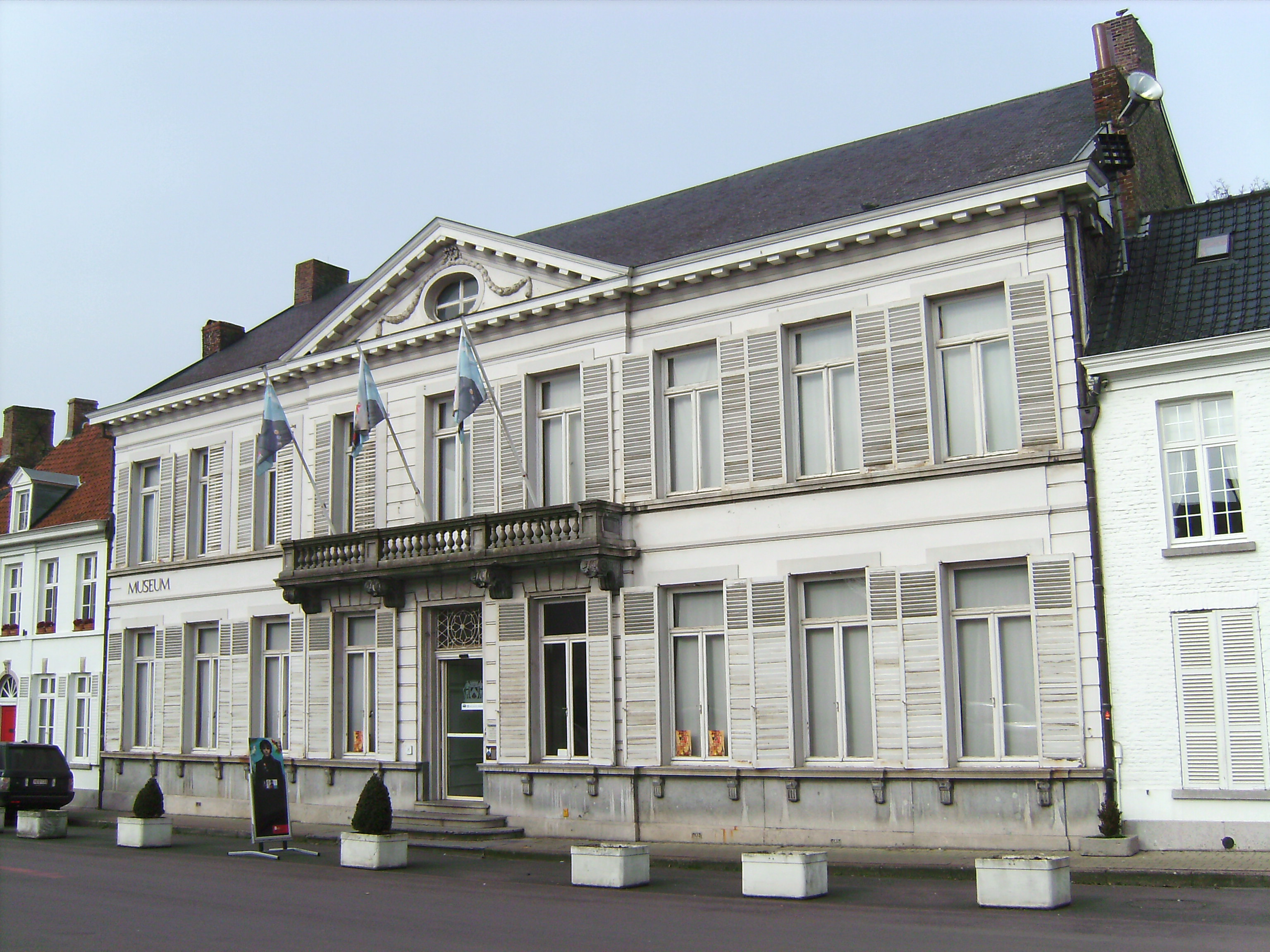
Zicht op enkele 18de-eeuwse patriciërshuizen aan de Broelkaai waaronder het voormalige Broelmuseum.

De patriciërshuizen aan de noordkant van de Broelkaai werden tussen 1741 en 1785 gebouwd. Het nummer 2 was op het einde van de 19de eeuw en tot na WO II café De Broelbrugge. Het nummer 4 was de toegang tot de brouwerij Auguste Tack. Er werd daar gebrouwen van voor 1850 tot in 1962. De achterliggende Tacktoren opende eind jaren 1990 als podiumkunstencentrum en behoort op heden tot het Buda Kunstencentrum. In het nummer 6, genoemd Huis Delplancke, woonde de eerste arrondissementscommissaris van Kortrijk, bij wie koning Willem op 22 juni 1819 logeerde. De commissie voor de grensafbakening Frankrijk-België zetelde er in 1816-1820. Het is een goed bewaard classicistisch patriciërshuis met bepleisterde voorgevel. De gevel is negen traveeën breed en is bekroond met een driehoekig fronton. Het historisch pand werd in 1955 door het stadsbestuur aangekocht om er het Museum voor Schone Kunsten in onder te brengen dat zich voordien in de Lakenhalle op het Schouwburgplein bevond. Het museum kreeg de naam Broelmuseum en opende op 19 december 1959, het sloot terug in 2014. In 2018 heropende het gebouw, omgevormd tot tentoonstellingsruimtes, een aantal cafés, een winkel en kantoorruimtes voor diverse culturele organisaties, waaronder het Buda Kunstencentrum.
Op heden loopt de Broelkaai van de Budastraat tot aan de Broeltorens, maar oorspronkelijk werd het gedeelte tussen de Budastraat en het bredere gedeelte van de Broelkaai de Gentkaai genoemd.

## Heraanleg in 2017-2018
In 2017 en 2018 vonden werken plaats om de Leieoevers langsheen de oude Leiearm, met onder andere de Broelkaai en Verzetsaai, te verlagen naar het voorbeeld van de Graslei in Gent om zo het contact met de rivier te verhogen. Tot dan zat het water eerder verstopt achter hoge kaaimuren die aanvankelijk gebouwd werden om overstromingen te vermijden. Aangezien de Leie grotendeels gekanaliseerd is, konden de kaaien terug verlaagd worden om zo meer voeling met de rivier te creëren. Aan de Broelkaai en de Verzetskaai werden hellende pleinen aangelegd met ruimte voor zomerterrassen en een wandelpromenade langs de beide kanten van de Oude Leie. De promenade situeert zich ongeveer 1 meter boven het waterpeil van de Leie. De pleinen op de Broel- en de Verzetskaai vormen op die manier een amfitheater rond de Oude Leie.